# عبد الإله حميد
الدكتور عبد الإله حميد محمد التكريتي هو آخر وزير زراعة عراقي في عهد صدام حسين. لم يكن مطلوبا للقوات الأمريكية لكنه سلم نفسه فأخبروه بأنه لم يكن مطلوبا، ثم اعتقل لاحقا لفترة قصيرة لأغراض الاستجواب.
حاصل على شهادة الدكتوراه في العلوم الزراعية من بلغاريا وكان مديرا لمركز إباء للأبحاث الزراعية عند تأسيسه. يقيم حاليا في الإمارات العربية المتحدة، وهو مستشار أول في شركة جنان للاستثمار الزراعي في أبوظبي.